# Jean Coci
 (juin 2021).
Si vous disposez d'ouvrages ou d'articles de référence ou si vous connaissez des sites web de qualité traitant du thème abordé ici, merci de compléter l'article en donnant les références utiles à sa vérifiabilité et en les liant à la section « Notes et références ».
Jean Coci ( ? - 10 juillet 1364) est un religieux français. 

## Biographie
Il appartenait à l'ordre des Ermites de Saint Augustin. Il était prêtre et docteur en théologie, lorsque, le 6 août 1347, il fut nommé à l'évêché de Vence, puis à celui de Grasse en 1348. Enfin, Clément VI le nomme à l'évêché de Saint Paul par une bulle du 4 novembre 1349. 
Il meurt le 10 juillet 1364, date des bulles de son successeur où il est précisé qu'il venait juste de mourir.